# Saison 9 de Clem
Chronologie
Saison 8 Saison 10
Cet article présente le guide des épisodes de la neuvième saison de la série télévisée française Clem.

## Résumé
Clem est victime d'un grave accident de voiture qui la plonge dans le coma. Lorsqu'elle se réveille, six ans plus tard, elle redécouvre alors ses enfants, Emma, âgée de neuf ans et Valentin, âgé, lui, de quinze ans. Elle découvre aussi que sa mère est morte. Clem prend alors la décision de déménager, ce qui va perturber la vie de ses enfants. Adrian et Alizée traversent une phase difficile dans leur couple. Valentin se rapproche d'Izia. Valentin est en garde a vue.

## Distribution

### Acteurs principaux
- Lucie Lucas : Clémentine Boissier (ex Thévenet)
- Joséphine Berry : Salomé Boissier
- Jean Dell : Michel Brimont
- Carole Richert : Marie-France Brimont
- Thomas Chomel : Valentin Brimont puis Thévenet
- Élodie Fontan : Alyzée Moron (née Bertier)
- Agustín Galiana : Adrian Moron
- Maëva Pasquali : Inès Munoz
- Yann Sundberg : Stéphane Minassian, compagnon d'Inès
- Vinnie Dargaud : Baptiste, le nouveau compagnon d'Alizée
- Élina Solomon : Emma Thévenet
- Elsa Houben : Victoire Brimont

### Acteurs récurrents et invités
- Guillaume Arnault : Gabriel, le petit-ami de Salomé
- Gabriel Dryss : Joris, camarade de classe de Valentin
- Guillaume Faure : Fred, le kiné
- Rémi Pédevilla : Achille, le capitaine des pompiers
- Cyril Garnier : Christian Cratin, le professeur de français de Valentin
- Lily Nambininsoa : Izia Gacem, la nouvelle copine de Valentin
- Constantin Vidal : Tony, le dealer
- Virgil Amadeï : Valentin Brimont à 9 ans (épisode 1)
- Leopoldine Dauzet : Jenny, la chef de Clem (épisodes 2 et 3)
- Yannig Samot : Un policier (épisode 5)
- Delphine Serina : L'institutrice d'Emma (épisode 5)
- Victoria Abril : Caroline Boissier puis Ferrand (née Munoz)

## Épisodes

### Épisode 1:Du fait de ton absence
- Suisse : 11 mai 2019 sur RTS Un
- Belgique : 2 mai 2019 sur La Une
- France : 13 mai 2019 sur TF1

- France : 4,16 millions de téléspectateurs (18,5 % de parts de marché)[1]

### Épisode 2:Maman
- Suisse : 11 mai 2019  sur RTS Un
- Belgique : 2 mai 2019 sur La Une
- France : 13 mai 2019 sur TF1

- France : 3,60 millions de téléspectateurs (19,7 % de parts de marché)[1]

thème : le mutisme

### Épisode 3:Mon monde s’écroule
- Suisse : 18 mai 2019 sur RTS Un
- Belgique : 9 mai 2019 sur La Une
- France : 20 mai 2019 sur TF1

- France : 4,091 millions de téléspectateurs (18 % de parts de marché)[2]

### Épisode 4:Je vais me battre
- Suisse : 18 mai 2019 sur RTS Un
- Belgique : 9 mai 2019 sur La Une
- France : 20 mai 2019 sur TF1

- France : 3,700 millions de téléspectateurs (19,6 % de parts de marché)[2]

### Épisode 5:Garder la foi
- Suisse : 25 mai 2019 sur RTS Un
- Belgique : 23 mai 2019 sur La Une
- France : 27 mai 2019 sur TF1

- France : 4,120 millions de téléspectateurs (17,7 % de parts de marché)[3]

### Épisode 6:En mémoire de ton sourire
- Suisse : 25 mai 2019 sur RTS Un
- Belgique : 23 mai 2019 sur La Une
- France : 27 mai 2019 sur TF1

- France : 3,830 millions de téléspectateurs (19,5 % de parts de marché)[3]

## Production
La saison est marquée par le départ de Victoria Abril et Philippe Lellouche. Six ans ont passé depuis la fin de la saison 8, six ans que le personnage de Clem, toujours joué par Lucie Lucas, est resté dans le coma. Son fils Valentin a maintenant 15 ans et est interprété par le jeune Thomas Chomel. Sa sœur à l'écran, Emma, interprétée par Élina Solomon, a maintenant 9 ans. Ce sont des changements destinés à relancer la série.